# 连城站
连城站是一个京沪线上的铁路车站，位于安徽省固镇县连城乡，建于1942年，目前为四等站，邮政编码为233705。目前客运：办理旅客乘降；行李、包裹托运；货运：办理整车货物发到；危险货物仅办理农药、化肥发到。